# Yumica
yumica（ゆみか、ユミカ1989年1月24日 - ）は、日本のシンガーソングライター。大分県速見郡日出町出身。鹿児島県在住。

## 略歴
大分県速見郡日出町出身。1989年1月生まれ。 音楽好きな母の影響を受け、幼少の頃から「歌手になる！」と歌い続ける。 ピアノやミュージカルのレッスンに通いながら、音楽番組を見てテレビの前でひたすら歌って踊る子ども時代を過ごす。高校卒業後からボイストレーニングに通い、19歳の頃、大分県大分市で行われたNHKのど自慢本戦大会に出場。トップバッターであさみちゆきの「あした」を歌う。グランプリこそ逃したが鐘３つ。 2010年に女児を出産。 鹿児島移住後、鹿児島でのオーディション出場をきっかけに企業CMのボーカルを担当。
2017年6月に自身初のソロライブをgallery cafe Serendipity（鹿児島市）にて開催。
2018年2月には、ライブハウスでは自身初のワンマンライブを Live Heavenにて開催。
常時様々なイベント＆ステージ出演しながら、2019年1月24日ファーストアルバム『yumica』リリース。同日、CAPARVO HALL（鹿児島、席数400）にてワンマンライブ開催。

## 人物
自他ともに認める「wimper」(RADWIMPSのファンの呼称)。野田洋次郎を敬愛している。

## 作品

### シングル
1st 『僕らは染まらない/返品』-2021年2月22日

### アルバム
『yumica』-2019年1月24日
　収録曲
1. 夢の続き
2. 僕は今、青になる
3. 10年後のあなたより。
4. ちいさなてのひら (feat.ユウサミイ)
5. 君に捧げる歌
6. Prologue 〜ここから始まるあなたと私〜

### 未発売曲
1. 窓際
2. 明日も君と
3. マコト
4. 真昼の月
5. 銀色のねこ
6. ペガサス
7. ぬくもり改革
8. 白い夢
9. あいかぎ
10. 卒業
11. (yumica的)人間関係構築のススメ
12. ずっとどこかで
13. 鼓草
14. 私のせいじゃない
15. かくれんぼ
16. 負けるな
17. ジレンマ
18. 解けない魔法
19. あなたのとなりがいい
20. 風もない土地に花が咲く
21. ココロオト
22. 聖なる夜の物語
23. この指とまれ

## タイアップ曲
- アミュプラザ鹿児島10thアニバーサリー広告
- 指宿白水館
- TAKASUGI株式会社(熊本県）
- 指宿ムービープロジェクト製作映画「太平次 旅立ち」エンディング曲ボーカル。
- 株式会社Misumi CMソング「together」
- 南日本銀行「なんぎんスマホde住宅ローン」CMソング[4]

- BLD WEDDINGS公式ウェディングソング　「Prologue～ここから始まるあなたと私～」
- こくみん共済全労済 住まいる共済　CMソング　「夢の続き」
- 株式会社 古今「cocon」CMソング

and more...

## 出演

### 書籍
- アサヒカメラ2018年3月号-下薗詠子撮影[5]